# Martin Nauer
Martin Nauer jun. (* 3. August 1952) ist ein Akkordeon- und Schwyzerörgelispieler aus dem Schweizer Kanton Schwyz. Er spielt Ländlermusik.

## Leben

### Musikalische Laufbahn bis 1975
Sein Vater Martin Nauer sen. besass eine Werkstätte für Schwyzerörgeli im Kantonshauptort Schwyz. Im Alter von fünf Jahren wurde Martin Nauer jun. mit dem Akkordeonspiel vertraut und beherrschte schon damals den Schneewalzer und Guete Sunntig mitenant. Manchmal fuhr er mit dem Velotöff (Moped) nach Meierskappel und liess sich vom Akkordeon-Virtuosen Walter Grob neue Handgriffe beibringen. 1971/72 bildete er mit Thury Horath eine Ländlerkapelle. 1972 suchte der Kapellmeister Martin Beeler aus Einsiedeln einen Akkordeonisten und wandte sich daher an Nauer, die Zusammenarbeit dauerte drei Jahre.

### Ländlerkapelle Carlo Brunner

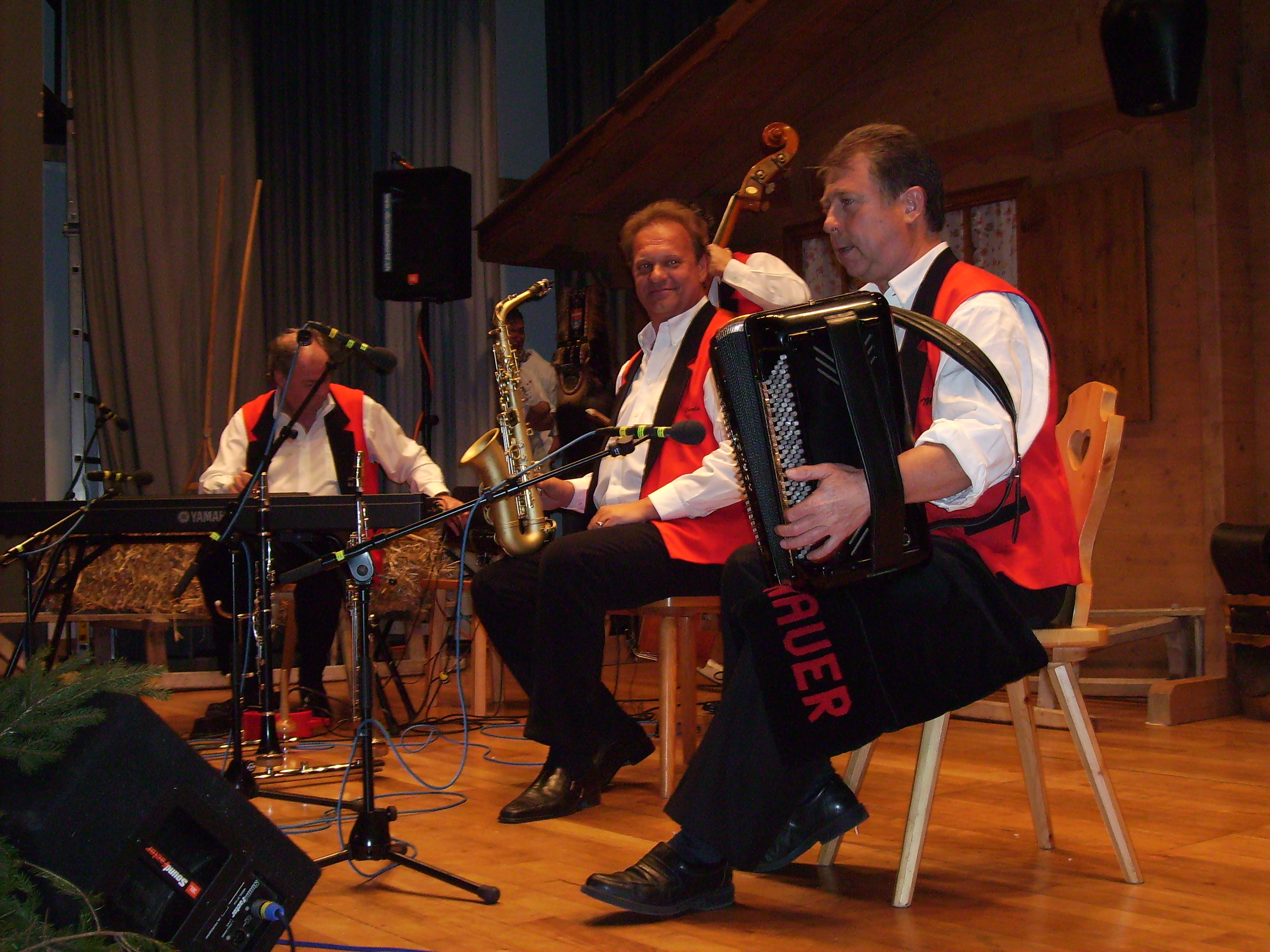
Ländlerkapelle Carlo Brunner: Bert Schnüriger, Philipp Mettler (verdeckt), Carlo Brunner, Martin Nauer

1975 besuchte er Konzerte vom damals 20-jährigen Kapellmeister Carlo Brunner, mit dem sich Nauer kurz darauf zur „neuen“ Ländlerkapelle Carlo Brunner zusammentat. Heute werden sie von Rolf Müller (Klavier) und Philipp Mettler (Bassgeige) begleitet.
Nebenbei tritt Martin Nauer auch als Akkordeonsolist auf, teils im Rahmen „seiner“ Ländlerkapelle. Eine seiner Spezialitäten sind von Toni Huser komponierte Schnellpolkas.

### Berufliches
Martin Nauer ist gelernter Metzger und arbeitet heute als selbständiger Akkordeonstimmer in Siebnen.

## Auszeichnungen
- D’Ländlerkönige